# Harry Stradling Sr.
Harry Stradling Sr. (* 1. September 1901 in Newark, New Jersey; † 14. Februar 1970 in Hollywood, Los Angeles, Kalifornien) war ein US-amerikanischer Kameramann, der 14-mal für den Oscar für die beste Kameraführung nominiert wurde und den Preis zweimal erhielt.

## Leben und Wirken
Stradling knüpfte in der Spätphase des Ersten Weltkriegs ersten Kontakt zur Filmbranche und stand bereits 1917 als einer von mehreren Aufnahmeoperateuren bei Mary Pickfords The Little Princess hinter der Kamera. Mit 19 Jahren erhielt er seine ersten Aufträge als Chefkameramann bei einigen Filmen mit Lionel Barrymore. Seine Arbeiten in den 1920er Jahren blieben unspektakulär. 1930 ging Stradling nach Frankreich und drehte dort einige Nebenwerke für Abel Gance und Marcel L’Herbier. Auch bei Jacques Feyders flämischen Bilderbogen La kermesse héroique stand Stradling 1935 hinter der Kamera.
In diesen Jahren bildete er auch mehrere französische Kameraleute von späterer Bedeutung aus, darunter Marcel Grignon, Robert Lefebvre und Michel Kelber. Feyder nahm Stradling, der 1935/36 ein Zwischenspiel beim österreichischen Film gegeben hatte, 1936 mit nach England, um für Alexander Korda den Film Tatjana mit Marlene Dietrich in der Hauptrolle zu drehen. Bis 1939 blieb Stradling in den Diensten Kordas, dann, bei Beginn des Zweiten Weltkriegs in Europa, kehrte er in die USA zurück.
Im Hollywood fand Harry Stradling bei fast allen führenden Produktionsfirmen Beschäftigung und stand in den kommenden drei Jahrzehnten bei einer großen Anzahl von namhaften Produktionen hinter der Kamera. Vor allem Musikfilme und Filmmusicals fotografierte Stradling, aber auch hochwertige Komödien, Melodramen und Dramen, in denen er sich ebenso fähig in der Schwarz-Weiß- wie in der Farbfotografie erwies. Stradling vertrat die Schule des sogenannten key lights, wie sie der Kollege Lee Garmes geprägt hatte, also die punktuelle Ausleuchtung eines bestimmten Objektes oder des Schauspielers.
Stradling, dessen Sohn Harry Stradling jr. (1925–2017) in die Fußstapfen des Vaters getreten ist, verstarb während der Dreharbeiten zu der Barbra-Streisand-Komödie Die Eule und das Kätzchen. Die Kameraarbeit übernahm daraufhin Andrew Laszlo.

## Filmografie (Auswahl)
- 1920: The Devil’s Garden
- 1921: The Great Adventure
- 1931: Die Männer um Lucie
- 1934: Die letzte Etappe (Le Grand Jeu)
- 1935: Episode
- 1935: Die klugen Frauen
- 1936: Silhouetten
- 1936: Ungeküßt soll man nicht schlafen gehn (Wer zuletzt küßt…)
- 1937: Tatjana (Knight without Armour)
- 1938: Die Zitadelle (The Citadel)
- 1939: Testflug QE 97 (Q Planes)
- 1939: Riff-Piraten (Jamaica Inn)
- 1940: Die Irrwege des Oliver Essex (My Son, My Son!)
- 1940: They Knew What They Wanted
- 1941: Mary und der Millionär (The Devil and Miss Jones)
- 1941: Mr. und Mrs. Smith (Mr and Mrs Smith)
- 1941: Verdacht (Suspicion)
- 1941: Roman einer Tänzerin (The Men in Her Life)
- 1941: Blutrache (The Corsican Brothers)
- 1943: Und das Leben geht weiter (The Human Comedy)
- 1944: Badende Venus (Bathing Beauty)
- 1945: Das Bildnis des Dorian Gray (The Picture of Dorian Gray)
- 1945: Flitterwochen zu dritt (Thrill of a Romance)
- 1946: Bis die Wolken vorüberzieh’n (Till the Clouds Roll By)
- 1946: Ball in der Botschaft (Holiday in Mexico)
- 1947: Clara Schumanns große Liebe (Song of Love)
- 1947: Endlos ist die Prärie (The Sea of Grass)
- 1948: Der Pirat (The Pirate)
- 1948: Osterspaziergang (Easter Parade)
- 1948: Words and Music
- 1949: Damals im Sommer (In the Good Old Summertime)
- 1949: Tänzer vom Broadway (The Barkleys of Broadway)
- 1949: Zum Zerreißen gespannt (Tension)
- 1950: Der Unglücksrabe (The Yellow Cab Man)
- 1950: Auf des Schicksals Schneide (Edge of Doom)
- 1951: Endstation Sehnsucht (A Streetcar Named Desire)
- 1951: Im Sturm der Zeit (I Want You)
- 1951: Valentino – Liebling der Frauen (Valentino)
- 1952: My Son John
- 1952: Hans Christian Andersen und die Tänzerin (Hans Christian Andersen)
- 1952: Engelsgesicht (Angel Face)
- 1952: Androkles und der Löwe (Androcles and the Lion)
- 1955: Schwere Jungs – leichte Mädchen (Guys and Dolls)
- 1956: Geliebt in alle Ewigkeit (The Eddy Duchin Story)
- 1956: Die schöne Helena (Helen of Troy)
- 1957: Ein Gesicht in der Menge (A Face in the Crowd)
- 1957: Picknick im Pyjama (The Pajama Game)
- 1958: Die tolle Tante (Auntie Mame)
- 1959: Der Mann aus Philadelphia (The Young Philadelphians)
- 1959: Die Sommerinsel (A Summer Place)
- 1960: Das Dunkel am Ende der Treppe (The Dark at the Top of the Stairs)
- 1961: 1000 Meilen bis Yokohama (A Majority of One)
- 1961: General Pfeifendeckel (On the Double)
- 1961: Sein Name war Parrish (Parrish)
- 1962: Gypsy – Königin der Nacht (Gypsy)
- 1964: My Fair Lady
- 1965: Wie bringt man seine Frau um? (How to Murder Your Wife)
- 1965: Der Schuß (Moment to Moment)
- 1966: Nicht so schnell, mein Junge (Walk Don’t Run)
- 1967: O Vater, armer Vater, Mutter hängt dich in den Schrank und ich bin ganz krank (Oh Dad, Poor Dad, Mamma's Hung You in the Closet and I'm Feelin' So Sad)
- 1968: Funny Girl
- 1969: Hello, Dolly!
- 1970: Einst kommt der Tag... (On a Clear Day You Can See Forever)
- 1970: Die Eule und das Kätzchen (The Owl and the Pussycat)

## Auszeichnungen
1946 erhielt Stradling den Oscar für die beste Schwarzweißkamera für Das Bildnis des Dorian Gray, 1965 für die beste Farbkamera für My Fair Lady.
Neben der Vielzahl von Oscarnominierungen wurde er 1970 für Funny Girl und Hello, Dolly! zweimal für den britischen Society of Film and Television Arts Award (Stella Awards) nominiert.